# عبدالرضا حجازی
عبدالرضا حجازی (۱۳۱۲ یا ۱۳۱۳ در شهرضا - ۱۳۶۲) روحانی و واعظ ایرانی بود. حجازی در شهرضا متولد گردید و پس از تحصیلات ابتدایی و متوسطه در حوزه علمیه اصفهان و قم به فراگرفتن علوم اسلامی پرداخت. وی پس از اقامت در حوزه علمیه قم و آموختن سطوح عالیه و خارج در فقه و اصول و آموزش فلسفی، به تهران عزیمت نمود و دوره دانشکده الهیات و معارف اسلامی را در رشته فلسفه در تهران و آنکارا به پایان رسانید. حجازی در دهه چهل و پنجاه از جمله واعظانی بود که از روح‌الله خمینی حمایت می‌کردند. او در سال ۱۳۵۷ نامه‌ای انتقادی به خمینی نوشت. در سال ۱۳۶۱ به اتهام همکاری با آیت‌اله شریعتمداری و قطب زاده محاکمه و به هفت ماه زندان محکوم شد. اما به نوشته کتاب خاطرات ری‌شهری او اعدام شده‌است.

## تهیه و انتشار تصاویر جنسی وی
به نوشته پرویز ثابتی، در سال‌های ۴۶ و ۴۷ ساواک برای ساکت کردن وعاظ و روحانیون مخالف حکومت پهلوی، پنج نفر از آن‌ها را توسط یکی از زنان همکار ساواک اغفال نمود تا ضمن برقراری رابطه جنسی از آن‌ها عکس و فیلم تهیه شود. این پنج نفر عبارت بودند از: محمدتقی فلسفی، عبدالرضا حجازی، محمود انصاری قمی، جعفر شجونی و سید محمدصادق لواسانی.
در سال ۱۳۹۵ (حدود پنجاه سال بعد از ماجرا) شجونی در مصاحبه‌ای به این ماجرا اشاره کرد و صحت عکس‌های فلسفی را صراحتاً و عکس‌های خودش را به‌طور ضمنی تأیید نمود. رضا رشیدپور در مصاحبه با شجونی در برنامهٔ دید در شب در سال ۱۳۹۴، از او دربارهٔ روابط برخی روحانیون با زنان که پرویز ثابتی از کارکنان سابق ساواک مطرح کرده‌است سؤال کرد. شجونی گفت ساواک برای ۳۰۰ نفر از روحانیون «عکس‌هایی ترتیب داده بود» و این که «عکس‌هایی که به محمدتقی فلسفی نسبت دادند را گفتند واقعیت بود». شجونی گفت فلسفی به عنوان «محلل» با زنی در رابطه بوده و ساواک عکس‌هایی از آن به دست آورده بوده‌است. رشیدپور از شجونی دربارهٔ عکس‌های خود او پرسید که شجونی ابتدا آن عکس‌ها را مونتاژ دانست و در پی اصرار رشید پور گفت «انشالله مونتاژ بود». این اظهارات با اعتراض دفتر فلسفی رو به رو شد که این حرف‌ها را خلاف واقع دانستند.